# Huntingdon Town FC
Huntingdon Town FC is een voetbalclub uit Engeland, die in 1980 is opgericht en afkomstig is uit Huntingdon. De club speelt anno 2021 bij United Counties Football League.

## Erelijst
- United Counties League Division One (1) : 2011-2012
- United Counties League League Cup (1) : 2013-2014
- Cambridgeshire League Division 1B (1) : 1999-2000
- Hinchingbrooke Cup (1) : 2013-2014
- Hunts Junior Cup (3) : 1999-2000, 2000-2001, 2001-2002
- Hunts Scott Gatty Cup (1) : 2001-2002

## Records
- Beste prestatie FA Cup : Eerste kwalificatieronde, 2011-2012 & 2012-2013 & 2013-2014
- Beste prestatie FA Vase : Derde ronde, 2013-2014